# Gangtok
Gangtok (in nepalese गान्तोक) è una città dell'India di 29 162 abitanti, capoluogo del distretto del Sikkim Orientale, nello stato federato del Sikkim, di cui è capitale. In base al numero di abitanti la città rientra nella classe III (da 20 000 a 49 999 persone).

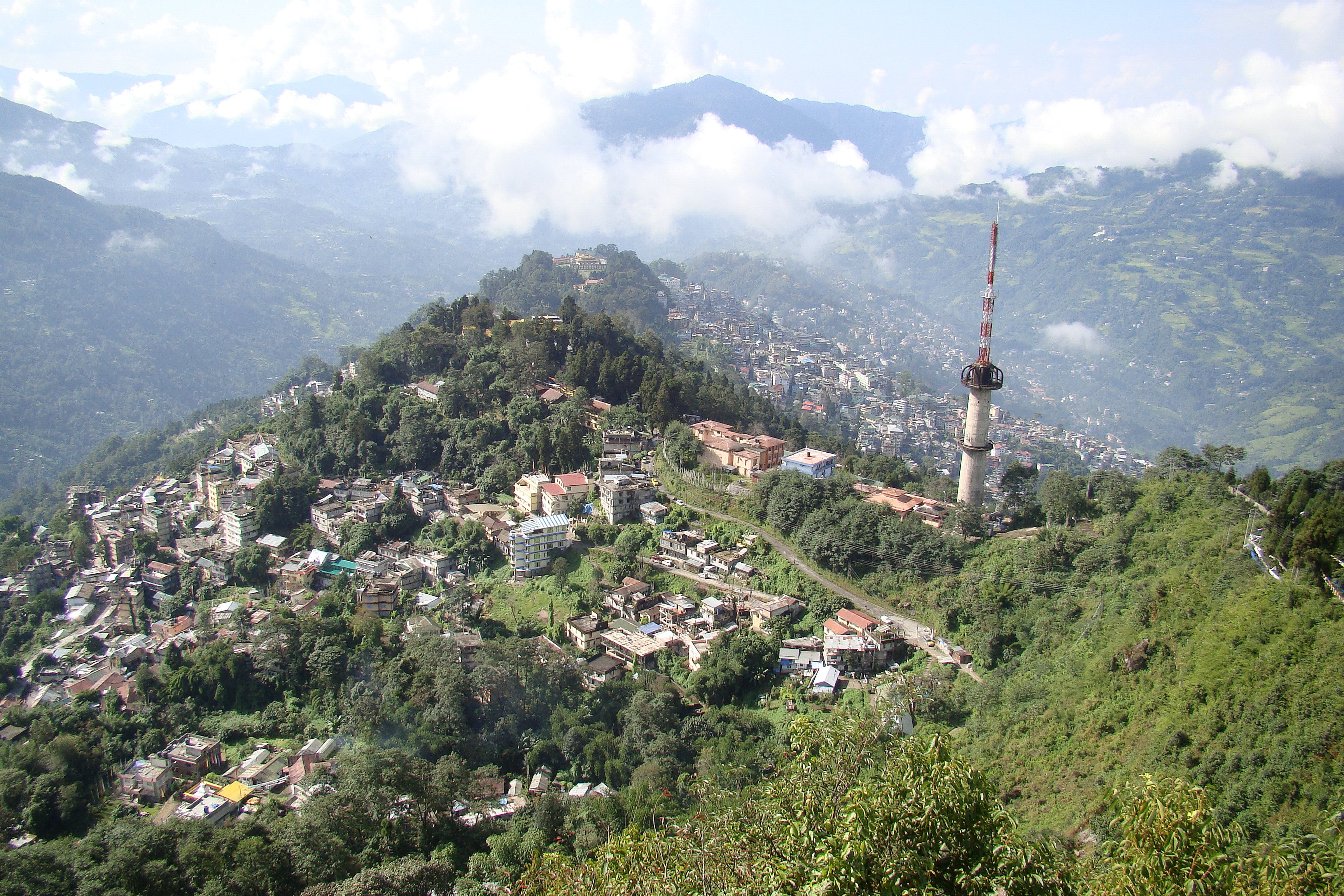
Vista di Gangtok

## Geografia fisica
La città è situata a 27° 19' 60 N e 88° 37' 0 E e ha un'altitudine di 1436 m s.l.m..

## Società

### Evoluzione demografica
Al censimento del 2001 la popolazione di Gangtok assommava a 29 162 persone, delle quali 15 816 maschi e 13 346 femmine. I bambini di età inferiore o uguale ai sei anni assommavano a 2 414, dei quali 1 274 maschi e 1 140 femmine. Infine, coloro che erano in grado di saper almeno leggere e scrivere erano 23 047, dei quali 13 035 maschi e 10 012 femmine.